# Douglas Júnior
Douglas Júnior da Silva Negreiros, noto semplicemente come Douglas Júnior (Guamaré, 15 ottobre 1988), è un giocatore di calcio a 5 brasiliano naturalizzato kazako.

## Palmarès

### Competizioni nazionali
- Campionato ceco: 6
Era-Pack Chrudim: 2008-09, 2009-10, 2010-11, 2011-12, 2012-13, 2013-14
- Coppa della Repubblica Ceca: 5
Era-Pack Chrudim: 2008-09, 2009-10, 2010-11, 2011-12, 2012-13
- Campionato kazako: 7
Kairat: 2014-15, 2015-16, 2016-17, 2017-18, 2018-19, 2019-20, 2020-21
- Coppa del Kazakistan: 6
Kairat: 2014-15, 2015-16, 2016-17, 2017-18, 2019-20, 2020-21

### Competizioni internazionali
- Coppa UEFA: 1
Kairat: 2014-15
- Coppa Intercontinentale: 1
Kairat: 2014